# Palaquium barnesii
Palaquium barnesii är en tvåhjärtbladig växtart som beskrevs av Elmer Drew Merrill. Palaquium barnesii ingår i släktet Palaquium och familjen Sapotaceae. Inga underarter finns listade i Catalogue of Life.